# 2015年天津港危化品倉庫爆炸事故
2015年天津港“8·12”特别重大危化品仓库火灾爆炸事故，中华人民共和国国务院将其正式定名为天津港“8·12”瑞海公司危险品仓库特别重大火灾爆炸事故。事故发生于2015年8月12日23时34分左右，地点位于天津市滨海新区天津港的瑞海国际物流中心货柜码头。集装箱内存放的易燃易爆品发生连续爆炸。爆炸产生的巨大冲击波使天津市、沧州市、衡水市和石家庄市均有震感。北京地震台网监测显示，两次爆炸分别引发了2.3级和2.9级微型地震，现场并出现蘑菇云。国务院调查组的事故调查报告认定，两次爆炸的当量总和相当于445吨TNT炸药。
2016年2月5日，国务院天津港爆炸事故调查组公布调查报告，认定该事故属于特别重大生产安全责任事故。直接原因是危险品集装箱内的硝化棉局部干燥，在高温等因素作用下加速分解并释放热量，导致积热自燃，最终引发包括硝酸铵在内的其他危险化学品发生爆炸。事故共造成173人（含8人失踪）遇难，另有798人或801人受伤。截至2015年12月10日，已核定直接经济损失为68.66亿元人民币，其余损失尚待最终核定。这是中华人民共和国建国以来爆炸威力、人员伤亡及经济损失最为严重的一次爆炸事故，也是消防员牺牲人数最多的事故。

## 背景及原因
此次事发仓库属于天津瑞海国际物流有限公司，该公司是天津海事局指定的危险货物监装场站，也是天津市交通运输和港口管理局港口危险货物作业许可单位。2014年3月5日，该公司曾在其公司剧毒品仓库北库进行剧毒化学品泄露应急处置演练。瑞海国际与天津港集团无隶属关系。
2011年，时任天津公安消防总队政委徐豪元曾多次批评天津港存在的火灾安全隐患，并要求推动整改，但遭到时任天津市公安局局长武长顺阻挠。

### 相关人物
事故发生后，涉事企业瑞海国际的负责人被控制。被控制人员包括瑞海国际实际控制人于学伟、董事长李亮、副董事长曹海军、财务总监宋齐、法定代表人兼总经理只峰、主管安保的副总尚庆森、副总刘振国、操作部长贝胜强以及李某某等人。公司共有两位自然人股东，分别为李亮（持股54.5%）和舒铮（持股45.5%）。
8月16日，瑞海国际股东舒铮对媒体称，自己只是代持股份，不参与公司日常经营，也未曾以股东身份签署任何文件，且不认识只峰和李亮，但拒绝透露实际控制人的身份。同日，《财经》独家披露舒铮背后的实际控制人为其高中同学、天津港公安局原局长董培军之子董蒙蒙（董社轩）。《中国新闻周刊》进一步披露董蒙蒙的真实姓名为董社轩，澎湃新闻则指出，瑞海国际中具有政府背景的股东可能不止董社轩一人。
董事长李亮在天津拥有两家危险化学品企业，同时投资天津市山川国际贸易有限公司。李亮透露，瑞海国际的实际控制人为于学伟，后者是他的表姐夫，李亮本人未曾参与董事会会议、未签署过任何文件，也未领取资金。于学伟与董社轩通过酒桌结识，两人从中化集团天津分公司挖来了大量员工，包括总经理只峰、主管操作部的副总经理曹海军以及主管业务部的副总经理刘振国。其中，陈雅佺曾任中化集团天津滨海物流有限公司联络人，曹海军曾任职天津中化国际仓储运输有限公司。这两家公司均属于中化集团，且中化集团曾租用瑞海国际的仓库。

### 企业违规行为
事故调查组认定，瑞海公司存在严重违法违规经营行为，是此次事故的主体责任单位。瑞海公司为有限责任公司，占地面积46226.8平方米。公司成立初期（2012年），其许可经营项目并未包括危险化学品存储业务。2013年，瑞海新建了两个危险品库；直至2014年5月8日，其许可经营项目中才正式将危险化学品纳入。瑞海公司从成立到获得危化品经营资质，历时约一年半。安评过程中，最初的安评公司因指出仓库距离居民楼过近、不符合规定而未能通过，于学伟随后更换了一家安评公司，最终完成审批。爆炸发生前的8个月内，瑞海的危化品运营资质已过期，但仍继续运营。
天津海事局表示，瑞海国际物流拥有4325个集装箱，在一次安全检查中，有5个集装箱未通过检查，而爆炸事故正发生在属于瑞海公司的一座仓库。2014年1月，天津海事局在其官网发布报告称，海事局对瑞海物流及其他四家公司数千个集装箱进行了检查。瑞海物流公司自称为经政府批准专门处理危险品的企业。报告显示，天津海事局共检查了超过14000个集装箱，发现5家公司共有29个集装箱未通过包装安全检查。

### 天津港布局争议
新华网等媒体质疑涉事危化品仓库与住宅区距离过近，涉嫌违反相关城市规划法规。其中，万科海港城小区距离该危化品仓库仅约600米，地铁9号线东海路站与仓库距离也不足1000米，未达到《危险化学品经营企业开业条件和技术要求》第六条“储运条件”中规定的“大中型危险化学品仓库应与周围公共建筑物、交通干线、工矿企业等保持至少1000米距离”的要求。

## 事故

### 火灾发生和爆炸
最初的火灾发生于2015年8月12日22时51分46秒，起火部位为瑞海公司危险品仓库运抵区南侧集装箱区的中部。国务院事故调查报告结论认为，最初的自燃着火物质为硝化棉（事发当天运抵区内共有硝化棉及硝基漆片32.97吨）。
事故发生当晚，22时52分，天津市公安局110指挥中心接到报警：“天津滨海新区港务集团瑞海物流危化品堆垛发生火灾”。接警后，天津港公安局消防支队立刻调派与瑞海公司仅隔一条跃进路的天津港（专职）消防第四大队赶往现场。同时，天津市公安消防总队调派天津经济技术开发区公安消防支队三大街中队前往增援。22时56分，天津港公安局消防支队第四大队首次到达现场。现场指挥员请求增援后，天津港公安局消防支队迅速调派专职消防第五大队和第一大队支援。天津市公安消防总队119指挥中心也根据群众报警电话激增的情况，增派了天津经济技术开发区公安消防支队全勤指挥部及其所属特勤队、八大街中队，天津市保税区公安消防支队天保大道中队，以及滨海新区公安消防支队响螺湾中队、新北路中队。此时，天津市消防总队的6个公安现役中队和天津港的3个专职消防大队，共36辆消防车、200人参与了灭火救援。23时08分，天津市开发区公安消防支队八大街中队到场，23时13分许，天津市开发区公安消防支队特勤中队、三大街中队等增援力量陆续到达。
约在23时30分，火场发生了两次强烈爆炸。第一次爆炸发生在8月12日23时34分6秒，近震震级ML约2.3级，相当于3吨TNT炸药。国务院事故调查报告认为，第一次爆炸是由于硝化棉燃烧产生的高温引发了周围硝酸铵的分解爆炸，爆炸当量为15吨TNT。23时34分37秒，发生了更大的第二次爆炸，近震震级ML约2.9级，相当于21吨TNT炸药。国务院调查报告称，第二次爆炸的爆炸当量为430吨TNT。爆炸产生的震感在天津塘沽、滨海等地，以及河北河间、肃宁、衡水、晋州、藁城、唐山、辽宁锦州、山东禹城等地均有感知。爆炸现场的烟尘高达数十米，造成12名消防官兵牺牲，36名消防官兵失联。现场灭火的30辆消防车在事故中全部损毁。两次爆炸分别形成一个直径15米、深1.1米的月牙形小坑和一个直径97米、深2.7米的圆形大坑，坑内有毒物质的浓度平均超标40多倍，氰化钠超标800多倍。

### 灭火与搜救过程

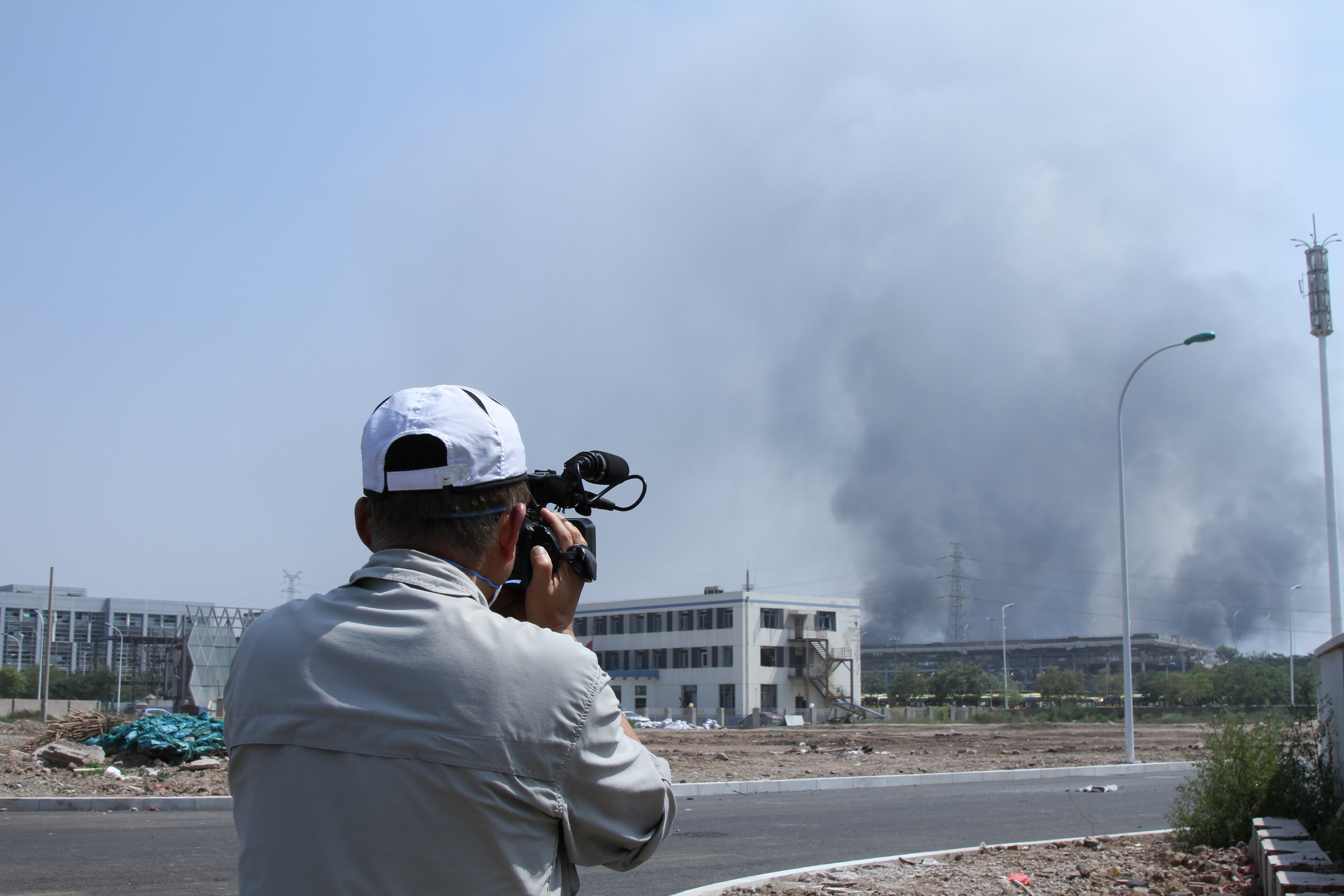
天津爆炸事故现场，一名记者正在拍摄浓烟

8月12日23时40分，天津消防总队全勤指挥部调集9个消防中队和35辆消防车赶赴增援，展开搜救和灭火工作。8月13日3时53分，北京消防部门调派2架无人机和8名官兵赶赴现场。凌晨6时50分，增援力量抵达现场，已利用无人机绘制出360度全景图，为现场指挥部决策提供依据。截至下午2点，天津消防总队9个中队和港务局码头3个专职队已赶赴现场进行扑救。灭火过程中发生了两次爆炸，导致部分现场人员被困。
8月14日10时，天津市政府举行第二场发布会，通报称截至2015年8月14日9点，已成功搜救出32人。约1000名消防官兵和近200辆消防车参与了救援工作，其中包括来自河北的43辆消防车和230多名消防官兵。8月14日13时，火势依然未扑灭，天津市滨海新区12大街至塘沽四号路已全面戒严。8月13日，北京卫戍区应急指挥组和北京卫戍区某防化团三营的200余名防化部队官兵携专业设备赶赴天津事故现场。15日上午11时30分，防化应急救援队在距离爆炸点50米的集装箱内发现一名幸存者，随后该幸存者被送往医院救治。8月14日16时40分，现场明火终于被扑灭。
有舆论质疑，第一批抵达的消防员用水扑灭化学品火灾可能导致了化学反应加剧。对此，公安部消防局表示，使用水灭火降温的处置程序是科学的。

## 后果

### 伤亡人数
事发不久后，中共天津市委机关报《天津日报》通过其新浪微博官方账号发布消息称“死亡人数应该不多”。
事故发生当日，天津港附近的医院全力抢救伤员，急诊科室人满为患，医护人员通宵值守。截至8月13日，天津港口医院已接收300至400名伤员，并在急救室内紧急处置。
据官方统计，此次事故共造成165人遇难，其中包括公安现役消防人员24人、天津港公安局职业（合同制）消防人员75人、公安民警11人，其余55人为事故企业职工、周边企业员工及附近居民。另有8人失踪（包括天津港消防人员5人、周边企业员工及消防员家属3人）。共有798人受伤入院治疗，其中重伤及较重伤员58人，轻伤者740人。

### 建筑物

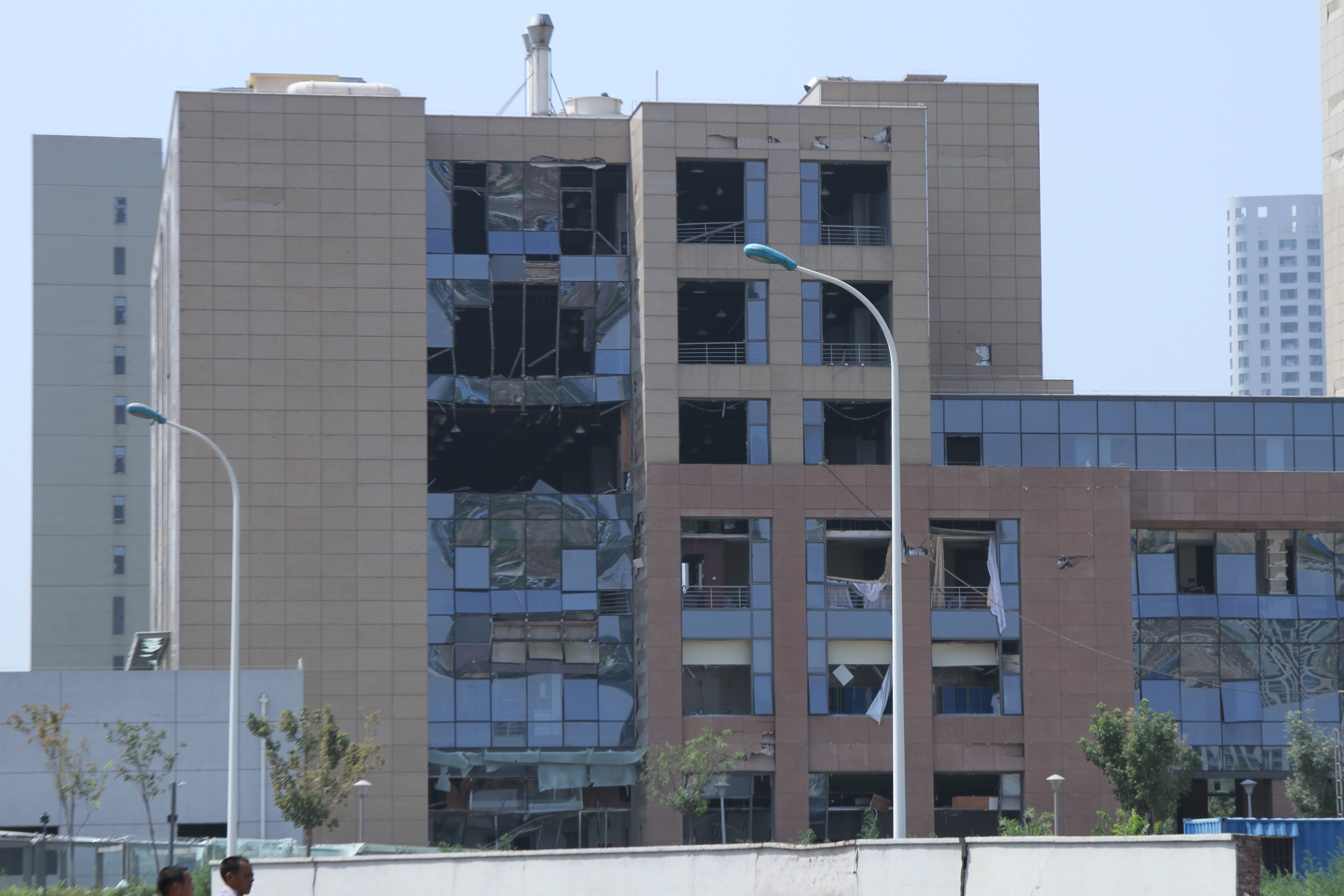
因爆炸事故受损的建筑物

根据8月19日的排查结果，因爆炸事故造成房屋门窗受损的共有17531户。爆炸发生点周围3公里范围内，受影响的居民小区超过11个。其中受损最为严重的是位于约600米处的「万科海港城」，其次是约800米处的「启航嘉园」和距离爆炸点约1.4公里的「合生君景湾」。
根据爆炸冲击波的波及情况，区域被划分为严重受损区和中度受损区。严重受损区包括建筑结构、外墙、吊顶等受损的区域，部分建筑主体承重构件（如柱、梁、楼板）钢筋外露，失去承重能力，不再符合安全使用标准。中度受损区则指建筑幕墙及门窗受损的区域，局部幕墙、门窗出现变形或破裂。爆炸冲击波波及区以外的区域，尽管没有受到爆炸直接影响，但由于爆炸引发的地面震动，仍导致建筑物接近地面的门窗玻璃受损。东侧最远达到8.5公里（东疆港宾馆），西侧最远达到8.3公里（正德里居民楼），南侧最远达到8公里（和丽苑居民小区），北侧最远达到13.3公里（海滨大道永定新河收费站）。
事故中心区域的范围大致为：东至跃进路、西至海滨高速、南至顺安仓储有限公司、北至吉运三道，总面积约为54万平方米。在大坑作为爆炸中心的150米范围内，建筑物几乎被摧毁。东侧的瑞海公司综合楼和南侧的中联建通公司办公楼仅剩下钢筋混凝土框架；堆场内大量集装箱，包括普通集装箱和罐式集装箱，被炸飞或解体，形成了由南至北的三座巨大堆垛。一个罐式集装箱被抛进中联建通公司办公楼四层的房间内，多个集装箱被抛到该建筑楼顶。

### 环境污染
事故发生当晚，国务院下达指令，要求优先开展救援任务，并尽快成立事故调查组。国务院事故调查组接到指示后，决定暂缓扑灭火源，原因是危化品的种类和存储方式尚不明晰，需在制定详细方案后再实施；同时要求密切关注环保监测，并派遣防化队进入现场进行监控。北京卫戍区防化团随后进入核心区域取样。由于现场检测出钠等易燃易爆化学品，气象部门对爆炸周边区域进行了人工消雨处理。
经确认，爆炸现场涉及的危险化学品包括钾、钠、氯酸钾、硝酸钾、氢氧化钠、硫化钠、硅化钙、三氯乙烯、环己胺、二甲基二硫、甲酸、硝酸铵、氰化钠、2,4-二甲基苯胺等。现场确认的危化品总数超过40种，其中氰化钠约700吨，硝酸铵约800吨，硝酸钾约500吨，总量约3000吨。由于瑞海公司办公室被摧毁，相关登记资料无法查询。爆炸发生当天15时40分，环保部门监测数据显示，主要刺激性气体为甲苯、三氯甲烷、环氧乙烷，其中甲苯浓度在18时仍高于标准值，但环境水质未受影响。8月14日，事故区域封堵的两个排放口地下管道中检测出化学需氧量超标3倍、氰化物浓度超标8倍。8月28日，爆炸点周边空气中检测到甲硫醇浓度超标30倍。
2015年8月16日，天津迎来爆炸后的首次降雨。有人反映雨水接触皮肤时有灼烧感，关节部位出现发热和瘙痒。滨海新区降雨后路面出现白色泡沫。天津市环境监测中心主任邓小文表示，这种现象平时也会发生，检测结果未见异常，可能与高温有关。8月20日下午，在距爆炸中心约6公里的海河闸岸边发现大量死鱼，最宽死亡带达4至5米，并散发强烈腐臭味。邓小文称已派员检测，塘沽水产局负责人表示系高温缺氧所致，但附近居民称从未见过如此规模的死鱼，怀疑与爆炸后的有毒化学物质有关。
事故现场约储存有700吨氰化物，其中大部分集中在核心区域。8月18日，官方通报称，在事故区域附近的8个水质监测点中，氰化物超标的最大值为28.4倍，但这些监测点均不在居民区，也未超出爆炸核心区3公里范围。
在现场下水沟中检测出氰化钠成分。厂家表示，这些剧毒化学品分别储存在木箱和铁桶中，每桶50公斤，集中存放在集装箱内。
“700吨氰化钠泄漏足以毒死全中国人”的说法并不属实。事实上，大部分氰化钠包装完好，仅有少量泄漏。氰化钠为固态，不易扩散，其主要风险在于与水、酸或硝酸盐等反应生成其他氰化物，其中最危险的是氰化氢；但氰化氢在开放空间会迅速稀释。
有关部门表示，氰化物污染已通过无害化处理得到有效控制。9月10日，政府在爆炸中心3公里范围内的地表水、地下水及可能受影响的海域海水中开展氰化物监测。在9个监测点中，有2个检测出氰化物，但结果均在安全标准范围内。

### 经济损失

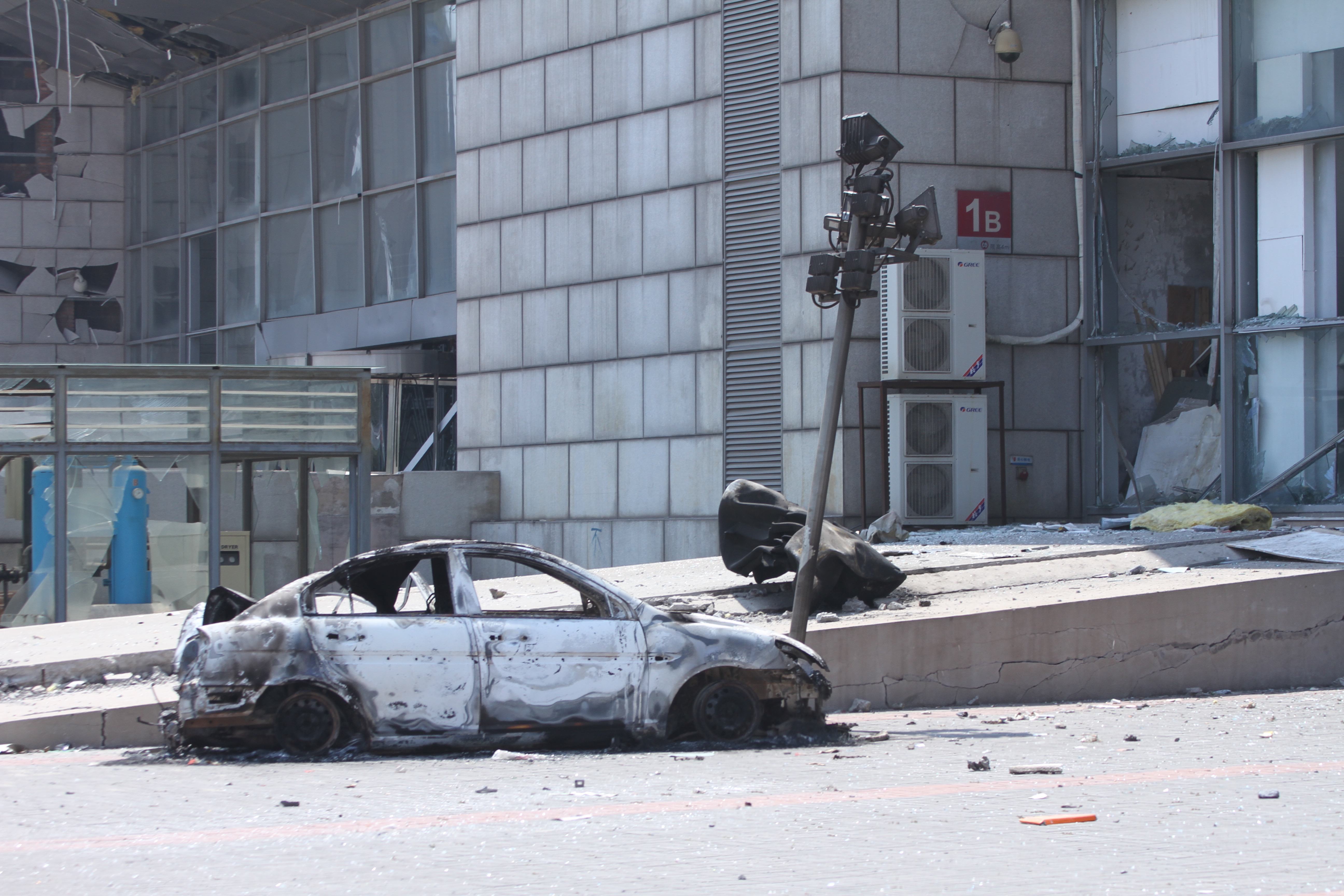
核心爆炸区附近的天津地铁东海路站窗户被震碎，汽车在極端高溫下被引燃而燒焦

爆炸造成的损失巨大，瑞士再保险公司估计损失在25亿到35亿美元之间。国际海上保险联盟货物委员会主席 Nick Derrick 在一份声明中称，天津港爆炸或导致至少15亿美元的货物损失。国务院调查组认定直接经济损失68.66亿元人民币，间接损失不可估量。保险赔付100亿人民币。由于爆炸中心临近进口汽车仓储地，造成12,428辆商品汽车在爆炸中受损，以大眾、雷諾等進口廠牌為主，预估受损新车价值超过20亿元。天津港口岸占據中国大陆进口汽车40%的进口量，或導致車廠面臨產能不足的額外損失。天津港受损进口车辆有550辆輕度受損车通过拍卖形式售出。

### 其他影响
事故后S11海滨高速驶往开放段的永定新河收费站和临港收费站的出口和中心渔港和轻纺城北以及南港收费站的入口被封闭，从海滨高速驶往塘沽方向收费站全部关闭。受事故影响，天津地铁9号线调度中心也受到波及于2015年8月13日停止运营，距离爆炸现场最近东海路站受到爆炸波及被震毁，轻轨受损。距离爆炸现场仅几公里的国家超级计算天津中心所在园区的办公楼外墙装饰物和玻璃破损，但业务超级计算机天河一号正常运行，出于安全考虑8月13日已经人工关机，多家公司受到影响，此外也一度傳出河北地區防火長城短暫失效，8月17日中午，天河一号恢复运行。由于天津机房受到爆炸影响受损严重，腾讯视频原定于8月13日更新的部分动画无法进行跟播。8月13日天津海关下辖新港海关、保税区海关、东疆海关受到爆炸波及或距离较近，暂时调整业务办理地点。8月13日下午，天津卫视宣布停播所有娱乐节目，部分节目顺延至下周播出。

## 社会反响

### 第一时间的报道
大爆炸引起了全球关注，外国媒体以新闻头条报道，8月13日不少外国记者赶到天津实地采访。事发10小时后，天津电视台天津卫视对事故情况没有报道，却连续播放韩剧，被网民讽刺“全世界在看天津，天津在看韩剧”。随后有天津卫视工作人员在社交媒体解释，天津卫视播出内容受上级部门审核控制，无法自行决定，天津电视台地方频道一直在关注爆炸事件，该电视台在爆炸发生后派出上百名记者前往现场，但由于各省级卫视在未经广电总局批准的情况下不得擅自增加新闻节目的播出，故最后所得内容被转交到中国中央电视台播出。另外一名CNN记者于医院门口进行直播采访期间被情绪激动的事故受害者的亲属和朋友误会而干扰打断直播。

### 舆情事件
事发后，关于事故相关的谣言频传。瑞海国际股东只峰由于其姓氏与天津市原副市长只升华相同，被认为是其子。天津市委宣传部副部长龚建生回应称：“只升华只有一个女儿，没有儿子。只峰与他没有任何关系”。爆炸发生后的8月13日凌晨，广西防城港市一名女子杨某发微博谎称双亲在爆炸中身亡骗取10万余元捐款，最终因诈骗罪被判处有期徒刑3年。此外，一名18岁的天津市民因为在QQ空间发表“天津爆炸事故死亡1300人”的言论而被警方以“发布不实谣言”拘留五日。事故发生后，国家互联网信息办公室同有关部门依法查处了50家涉嫌传播天津港火灾爆炸事故谣言的网站，对其中车夫网、美行网、军事中国网等18家网站采取了永久关闭、注销备案的处罚措施，对艾泽拉斯国家地理论坛等32家网站采取了暂行关闭1个月的处罚措施，查处了包括郑州晚报在内的数百个传播涉爆炸事故谣言信息的微博、微信账号。
8月15日上午11时40分左右，爆炸事故现场再次发生爆炸起火并冒出烟雾，并伴有爆炸声。有消息称，当地交警接到上级命令，要求方圆两公里内的人员包括媒体记者迅速撤离，17时第五场新闻发布会证实组织撤离消息为谣传，真实情况为根据风向调整部署。《南方都市報》误报信息，称方圆3公里范围內的人员需要紧急撤离。随后天津市政府、中央电视台发表公告称“三公里内紧急撤离”是误解。
8月16日，国务院总理李克强抵达爆炸现场后针对谣言四起的现象表示：“权威发布跟不上，谣言就会满天飞”。8月19日，时任天津市委代理书记、市长黄兴国在第十场新闻发布会上承认新闻发布、舆情引导工作“做的不怎么好”。国务院调查组也承认：“事故发生后在信息公开、舆论应对等方面不够及时有效，造成一些负面影响。”

### 捐款
天津港爆炸事故20天内天津市收到社会组织接受或募集资金1.4亿元。南开区教育局等单位出现强制教师捐款的事件，称可在教职工工资扣除相应金额，对此南开区政府回应称，组织定向募捐是应党员干部要求进行的。

## 后续情况
2015年8月18日，天津市滨海新区爆炸遇难者“头七祭”，天津港全港船舶鸣笛3分钟，向遇难同胞致哀。

### 抚恤与居民安置

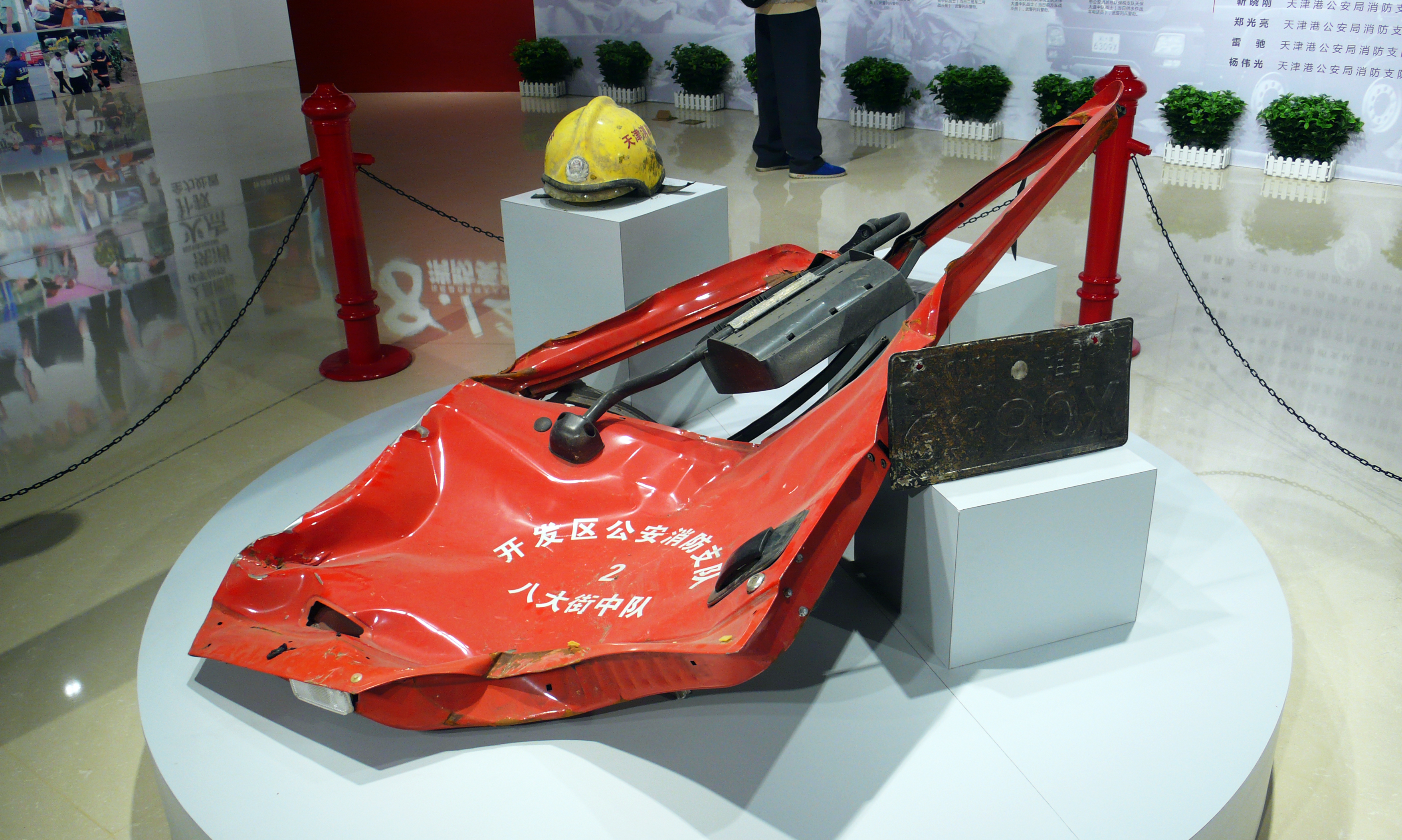
事故中损毁的消防车门车牌头盔

天津港公安局的警察与消防员实际上是企业员工，并未纳入公务员编制。对此，国务院总理李克强在接受香港有线电视采访时回应称：“参加施救的现役和非现役消防人员都受过培训，他们明知火场有危险，但把危险留给自己。他们的牺牲让我们痛心。他们都是英雄，英雄没有“编外”！”。在爆炸事故中牺牲的每位消防员都被追认为烈士，其家属获得了每人230万元的赔偿。
滨海新区政府也采取了相应措施，向受爆炸影响严重的居民发放临时安置补贴，尤其是海港城小区等地的居民。对于爆炸中受损的房屋，滨海新区政府采取了分类处置的方式，进行综合施策，确保居民的安全。所有经过安全检测认定为不适宜继续居住的房屋将不会让业主入住。8月16日上午，天津政府在美华酒店召开了爆炸事故的第六次新闻发布会。此时，爆炸事故附近的小区居民前往酒店门口，请愿要求政府回购房屋，并举起横幅和照片以表达诉求。
政府方面表示，受损房屋将经过评估后依法理赔，过渡费不会影响赔偿金额。同时，有开发企业对受损严重的房屋采取市场化回购方式。截至10月30日，已有9545户受损业主签约，另外还有300余户未在天津的业主同意签约，使签约进度达到了99.8%。维修工作也有显著进展，已完成12,499户受损房屋的修复，占总维修户数的71.3%；另外，约13000户家庭的室内财产损失已完成验收，占总数的95%。
9月14日，天津开始理赔爆炸事故中的受损机动车，事故中受损严重的七个小区的居民可以领取《“8·12”爆炸事故居民非营运机动车辆损失登记表》，并在9月16日前进行报备。未投保商业车损险的车辆将由滨海新区金融服务局委托人保公司进行查勘并送往指定4S店免费修理；对于已投保商业车损险的车辆，相关承保公司将进行定损理赔，承保公司不赔偿的部分则由人保公司代偿。

### 责任人审判
2016年11月7日至9日，天津市第二中级人民法院和滨海新区法院等9家基层法院对天津“8·12”爆炸案开庭审理，并作出一审判决：49名责任人获刑，瑞海公司董事长于学伟被判处死缓。法院认定瑞海公司是造成事故发生的主体责任单位。
瑞海公司董事长于学伟构成非法储存危险物质罪、非法经营罪、危险物品肇事罪、行贿罪，数罪并罚，法院依法判处死刑，缓期二年执行，并处罚金人民币七十万元。法院还对瑞海公司副董事长董社轩、总经理只峰等5人分别判处无期徒刑到十五年有期徒刑不等的刑罚。

### 官员问责
2015年8月20日上午，中共中央政治局常委会召开了专门会议，听取国务院工作组汇报。调查组认定天津市交通、港口、海关、安监、规划和国土、市场和质检、海事、公安等部门以及滨海新区环保、行政审批等单位存在有法不依、执法不严、监管不力等问题。
公安、检察机关对49名企业人员和行政监察对象依法立案侦查并采取刑事强制措施。其中，公安机关对包括瑞海公司13人、中介和技术服务机构11人等共24名相关企业人员依法立案侦查并采取刑事强制措施；检察机关对25名行政监察对象依法立案侦查并采取刑事强制措施（正厅局级2人，副厅局级7人，处级16人），其中交通运输部门9人，海关系统5人，天津港（集团）有限公司5人，安全监管部门4人，规划部门2人。根据事故原因调查和事故责任认定结果，调查组另对123名责任人员提出了处理意见，建议对74名责任人员给予党纪政纪处分，其中省部级5人（时任中共天津市委常委、滨海新区区委书记宗国英，天津市人民政府党组成员、副市长孙文魁，天津市人民政府党组成员、副市长何树山，交通运输部党组成员、副部长何建中，海关总署党组副书记、副署长鲁培军），厅局级22人，县处级22人，科级及其他25人；对其他48名责任人员，建议由天津市纪委及相关部门视情予以诫勉谈话或批评教育；1名责任人员在事故调查处理期间病故，建议不再给予其处分。调查组还建议要求对天津市委、市政府进行通报批评并责令其作深刻检查，建议责令交通运输部做出深刻检查。
| 姓名   | 时任职位                                                                        | 级别   | 政治面貌     | 2016年11月9日的判决                                  |
| ------ | ------------------------------------------------------------------------------- | ------ | ------------ | ---------------------------------------------------- |
| 武岱   | 天津市交通运输委员会主任                                                        | 正厅级 | 中共党员     | 被以玩忽职守罪判处有期徒刑四年                       |
| 王金文 | 交通运输部水运局副巡视员                                                        | 副厅级 | 中共党员     | 被以滥用职权罪判处有期徒刑三年，缓刑三年             |
| 李志刚 | 原天津市交通运输和港口管理局副局长（立案侦查时已退休）                          | 副厅级 | 中共党员     | 被以滥用职权罪、受贿罪数罪并罚判处有期徒刑十二年     |
| 高怀友 | 天津市安全监管局副局长                                                          | 副厅级 | 九三学社社员 | 被以玩忽职守罪判处有期徒刑三年六个月                 |
| 王家鹏 | 天津海关副关长                                                                  | 副厅级 | 中共党员     | 被以玩忽职守罪、受贿罪数罪并罚判处有期徒刑六年       |
| 郑庆跃 | 天津港（集团）有限公司党委副书记、总裁                                          | 正厅级 | 中共党员     | 被以玩忽职守罪判处有期徒刑四年六个月                 |
| 李洪锋 | 天津港（集团）有限公司总裁助理                                                  | 副厅级 | 中共党员     | 被以玩忽职守罪判处有期徒刑五年六个月                 |
| 么铁柱 | 天津市交通运输委员会副主任                                                      | 副厅级 | 中共党员     | 被以玩忽职守罪、受贿罪数罪并罚判处有期徒刑七年       |
| 冯刚   | 天津市交通运输委员会港口管理处处长                                              |        | 中共党员     | 被以滥用职权罪、受贿罪数罪并罚判处有期徒刑九年       |
| 高永吉 | 天津市交通运输委员会综合规划处副处长                                            |        | 中共党员     | 被以玩忽职守罪判处有期徒刑五年                       |
| 董建韡 | 天津市交通运输委员会港口管理处副处长                                            |        | 中共党员     | 被以滥用职权罪、受贿罪数罪并罚判处有期徒刑七年六个月 |
| 杨宝清 | 天津市交通运输委员会港口管理处调研员                                            |        | 中共党员     | 被以玩忽职守罪判处有期徒刑五年六个月                 |
| 肖映红 | 天津市安全监管局监督管理三处处长                                                |        | 中共党员     | 被以玩忽职守罪判处有期徒刑四年                       |
| 曹春波 | 天津市滨海新区安全监管局局长                                                    |        | 中共党员     | 被以玩忽职守罪判处有期徒刑四年六个月                 |
| 邓卫东 | 天津市滨海新区安全监管局第一分局局长 天津港集装箱物流园区安全生产监督检查站站长 |        | 中共党员     | 被以玩忽职守罪判处有期徒刑五年                       |
| 朱立明 | 天津市滨海新区规划和国土资源管理局副局长                                        |        | 中共党员     | 被以玩忽职守罪判处有期徒刑四年                       |
| 李云   | 天津市滨海新区规划和国土资源管理局建设项目处处长兼行政审批处处长                |        | 中共党员     | 被以滥用职权罪、受贿罪数罪并罚判处有期徒刑十一年     |
| 潘军   | 天津海关监管通关处副处长                                                        |        | 中共党员     | 被以玩忽职守罪判处有期徒刑五年                       |
| 刘俊倩 | 天津新港海关关长                                                                |        | 中共党员     | 被以玩忽职守罪判处有期徒刑三年六个月                 |
| 孙革志 | 天津新港海关副关长                                                              |        | 中共党员     | 被以玩忽职守罪判处有期徒刑四年六个月                 |
| 柴政   | 天津新港海关物流监控处副处长                                                    |        | 中共党员     | 被以玩忽职守罪判处有期徒刑六年                       |
| 隋旭东 | 天津海事局办公室主任                                                            |        | 中共党员     | 被以玩忽职守罪判处有期徒刑三年，缓刑四年             |
| 郑树国 | 天津港（集团）有限公司安监部副部长、南疆安全监督站常务副站长                    |        | 中共党员     | 被以玩忽职守罪判处有期徒刑五年六个月                 |
| 刘伟   | 天津港（集团）有限公司招商二部部长                                              |        | 群众         | 被以玩忽职守罪、受贿罪数罪并罚判处有期徒刑十年       |
| 顾育农 | 天津港公安局局长                                                                |        | 中共党员     | 被以玩忽职守罪、受贿罪数罪并罚判处有期徒刑五年       |

### 对司法的影响
天津港爆炸事故引发中国立法机构全国人大常委会的关注。8月25日，十二届全国人大常委会第十六次会议分组审议《刑法修正案（九）》草案三审稿时，多名全国人大常委对天津港爆炸事故表示关注，建议提高危险物品肇事罪刑期。
同时，瑞海公司及其管理层的真实身份成为公众质疑的焦点。工商登记信息显示，公司股东为李亮和舒铮，法定代表人为李亮，后变更为只峰。但事实上，中化天津公司原副总于学伟才是公司的实际控制人，持有55%股份，由其妻子的表弟李亮代持；天津港公安局董培军之子董社轩为二股东，持有45%股份，由其高中同学舒铮代持，涉嫌通过代持股权的安排掩盖违法行为，逃避法律责任。为此，2015年12月15日上午，最高人民法院与最高人民检察院联合发布《关于办理危害生产安全刑事案件适用法律若干问题的解释》，明确自12月16日起，公司、企业的“隐名持股人”亦可构成危害生产安全类犯罪的主体，以防止违法者利用代持规避法律责任，强化对企业安全生产违法行为的法律追责。

### 环境治理与重建

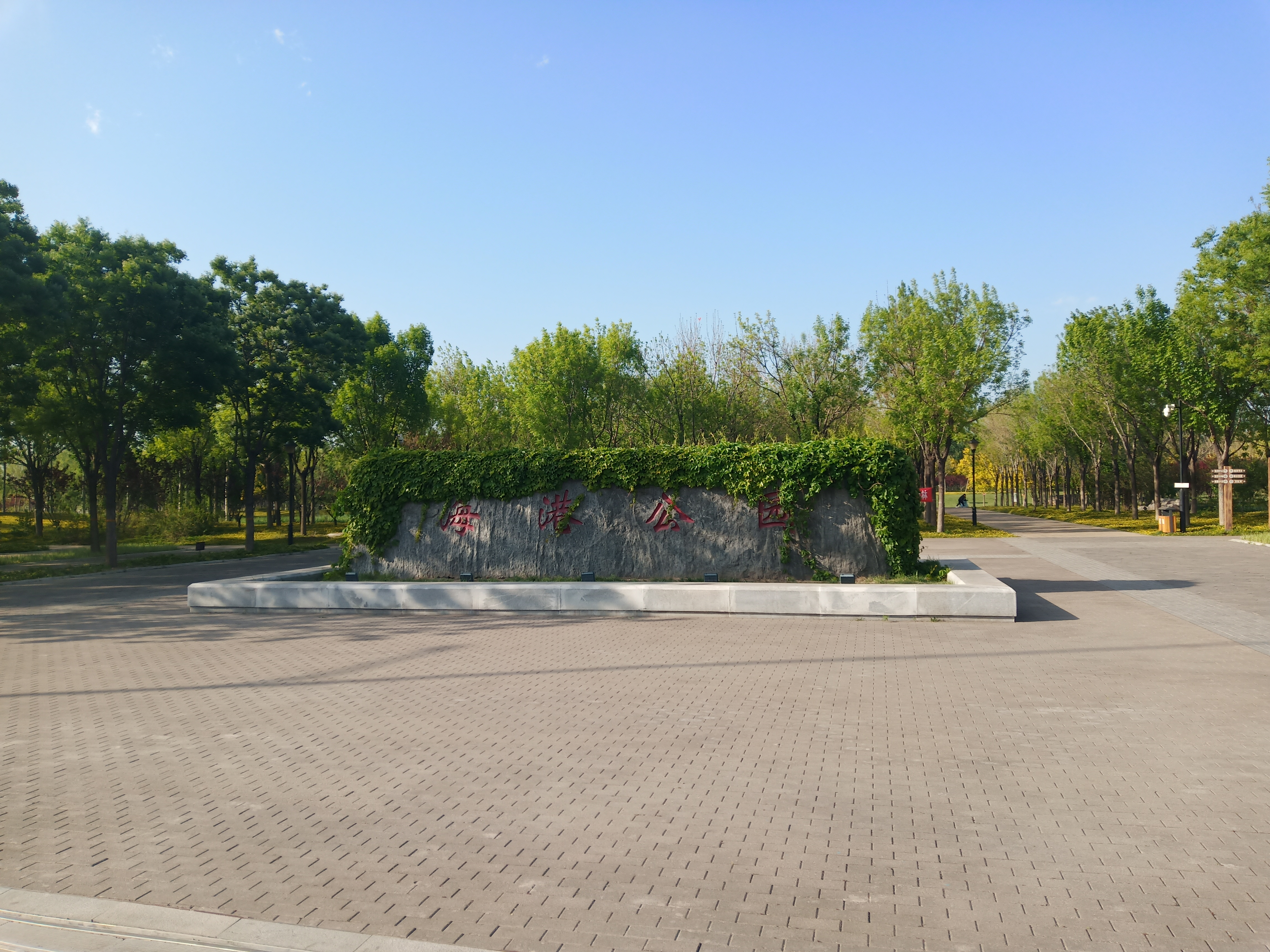
2021年5月拍摄的位于事故地点原址的海港公园

8月22日，天津市环保部门开始对爆炸中心巨坑内的污水进行处理，经专家讨论污水就地处理再送至处理厂处理，达标后再排放。8月25日，现场积淤的污水已经逐步被罐车运走。9月5日，爆炸中心区域的跃进路派出所已经拆除，爆炸点南侧已清除完毕露出空地。9月11日下午，核心区现场清理工作全部完成，总共清除集装箱13,834个，转运各类金属废料3,600余车，安全处理各类残留危险货物1,176吨。有320吨氰化钠未能回收，报告称39%已在水体中得到有效处置或降解，58%在爆炸中分解或在大气、土壤环境中气化、氧化分解、降解。
原爆炸事故点的土壤由天津生态城环保有限公司进行“异位修复”，在爆炸地点建设海港生态公园等不影响天津港港区功能的设施。
2017年，事故地点旧址修复完成，建设了海港公园并对外开放。最初天津滨海新区规划和国土资源局声称将在公园内建立纪念碑，并设置雕塑群以纪念牺牲的消防员。

### 事故发生一周年
在爆炸事故发生一周年之际，除计划中的海港生态公园尚未完工外，海港城三期及其配套的小学、幼儿园均已建成投入使用。受爆炸影响的小区居民生活也逐渐恢复正常。天津市为在事故中遇难的消防队员举行了追悼会。
天津市官方通报称，当地“民众生活以及周围环境似乎已经恢复原貌”；但法新社报道指出，爆炸地附近依然满目疮痍，一些在事故中失去家园的居民仍在等待政府援助。
在事故一周年前夕，中国国内媒体对部分受影响的居民、遇难者家属以及瑞海国际物流公司员工进行了采访。不过，一些幸存者及遇难者家属被政府要求不要接受外国媒体采访。对此，BBC记者评论称，“中国政府希望人们静悄悄地纪念爆炸一周年。”此外，据香港《苹果日报》报道，有遗属前往事故现场祭拜时被阻拦；有殉职消防员家属反映，每月1700元人民币的补助金一直未到账，但在随后内地新闻报道中提到，该补助金已按月足额发放。另外，几位在事故中失去唯一消防员儿子的母亲，在当地政府和医院协助下取出了节育措施，并顺利产下第二个孩子。

## 相关作品
- 何建明. . 北京: 人民文学出版社. 2016-02. ISBN 9787020114122.
- 电视剧《他从火光中走来》

### 专题
人民网（页面存档备份，存于）、搜狐（页面存档备份，存于）、新浪（页面存档备份，存于）、网易（页面存档备份，存于）、腾讯（页面存档备份，存于）、凤凰網（页面存档备份，存于）、財新網（页面存档备份，存于）、BBC中文网（页面存档备份，存于）

### 视频
- 国务院调查组《天津港“8·12”瑞海公司危險品倉庫特別重大火災爆炸事故調查報告（页面存档备份，存于）》，2016年2月5日
- YouTube：爆炸合集、美國之音對天津爆炸的新聞報導
- 新京报：天津爆炸3D模拟全景（页面存档备份，存于）